# Dun-sur-Auron
Dun-sur-Auron è un comune francese di 4 078 abitanti situato nel dipartimento del Cher, nella regione del Centro-Valle della Loira.

## Società

### Evoluzione demografica
Abitanti censiti